# O Incrível Mundo de Gumball (2.ª temporada)
A segunda temporada de O Incrível Mundo de Gumball, criada por Ben Bocquelet e dirigida por Mic Graves, estreou oficialmente nos Estados Unidos, em 7 de agosto de 2012, com o episódio "The Remote". Após 40 episódios, terminou em 3 de dezembro de 2013, com o episódio "The Finale".

## Produção
Antes da série estrear no Cartoon Network, em maio de 2011, a segunda temporada já tinha sido anunciada em março do mesmo ano, na qual consistiria em 40 episódios de 11 minutos. A produção para a temporada começou em junho do mesmo ano. No entanto, só começou a ser filmada em 7 de fevereiro de 2012 e terminou em 4 de junho de 2013.[carece de fontes?]

### Episódio cancelado
Um episódio intitulado "The Rex", no qual revelaria a aparência completa do Sr. Rex, foi escrito para esta temporada, mas nunca produzido pois seria caro. No entanto, o roteiro do episódio foi mais tarde, aparentemente, reescrito para o episódio "The Routine" da quarta temporada, embora alguns fãs recomendassem que Bocquelet fizesse o episódio como parte da próxima temporada.

## Exibição
A estreia da temporada, ocorreu nos Estados Unidos, na qual foi exibida entre 7 de agosto de 2012, com o episódio "The Remote", e 3 de dezembro de 2013, com o episódio "The Finale".
No Brasil, a temporada foi exibida entre 1 de abril de 2013 e 27 de janeiro de 2014. Porém os episódios não foram exibidos em ordem, no qual o primeiro episódio a ser exibido foi "The Knights", enquanto que o episódio "The Remote" foi exibido em 17 de junho de 2013.

## Recepção

### Audiência
Nos Estados Unidos, a temporada estreou com o episódio "The Remote", assistido por 1,805 milhão de espectadores, marcando uma diminuição em relação à estréia da primeira temporada, que foi vista por 2,120 milhões de espectadores em sua estréia.
O episódio com o maior número de espectadores relatados para a temporada foi o episódio "The Virus", que foi assistido por 2,566 milhões de espectadores. No entanto, o episódio com o menor número de espectadores foi o episódio "The Photo", que foi assistido por 1,195 milhão de espectadores.
Esta temporada teve uma média de 1,712 milhões de telespectadores por episódio nos Estados Unidos, uma diminuição em relação à temporada anterior, que teve uma média de 1,998 milhões de telespectadores.

### Críticas
Ken Tucker, da Entertainment Weekly, deu à estréia da temporada "The Remote" uma crítica favorável. Em seu artigo, ele elogiou o visual, ou seja, "a composição sofisticada dos personagens e o domínio da diversão pop do show [atraente] para os espectadores mais velhos, bem como [para os jovens espectadores]".

### 2ª Temporada (2012-2013)
| Episódio (série) | Episódio (temp.) | Título | Escrito por                                                                       | Exibição original                                                   | Código de produção | Audiência (em milhões) |
| --- | ---------------- | --- | --------------------------------------------------------------------------------- | ------------------------------------------------------------------- | ------------------ | ---------------------- |
| 37 | 1                | "O Controle Remoto (BR) O Comando (PT)" "The Remote"                                                          | Ben Bocquelet, Jon Foster, James Lamont, & Mic Graves                             | 7 de agosto de 2012 24 de setembro de 2012 17 de junho de 2013      | GB202              | 1.805                  |
| A Família Watterson luta pois tudo que eles querem assistir na TV são exibidos no mesmo horário. Todos eles querem o controle remoto. |                  | |                                                                                   |                                                                     |                    |                        |
| 38 | 2                | "O Colosso" "The Colossus"                                                                                    | Ben Bocquelet, Jon Foster, James Lamont, & Mic Graves                             | 14 de agosto de 2012 17 de setembro de 2012 28 de abril de 2013     | GB208              | 1.591                  |
| Gumball e Darwin dizem que Hector é chato, uma hora ele percebe que isso é verdade, então ele fica bravo por ser enganado pela mãe e começa a destruir Elmore. Assim, apenas Gumball, Darwin e a Mãe do Hector podem o impedir. |                  | |                                                                                   |                                                                     |                    |                        |
| 39 | 3                | "Os Cavaleiros" "The Knights"                                                                                 | Ben Bocquelet, Jon Foster, James Lamont, & Mic Graves                             | 21 de agosto de 2012 17 de setembro de 2012 1 de abril de 2013      | GB201              | N/A                    |
| Gumball e Tobias competem pelo afeto de Penny num duelo. |                  | |                                                                                   |                                                                     |                    |                        |
| 40 | 4                | "A Geladeira (BR) O Frigorífico (PT)" "The Fridge"                                                            | Ben Bocquelet, Jon Foster, James Lamont, & Mic Graves                             | 4 de setembro de 2012 15 de abril de 2013                           | GB203              | 2.001                  |
| Nicole força Gumball a se tornar um vencedor, por nunca ter feito algo realmente importante, então para isso ela estabelece vários treinamentos rigorosos para Gumball, como por exemplo: Brigar com uma Mulher Jacaré de madrugada em um supermercado, por um salmão. |                  | |                                                                                   |                                                                     |                    |                        |
| 41 | 5                | "A Flor" "The Flower"                                                                                         | Ben Bocquelet, Jon Foster, James Lamont, & Mic Graves                             | 11 de setembro de 2012 22 de abril de 2013                          | GB207              | 1.992                  |
| Gumball fica com ciúmes quando vê Leslie com Penny, isso faz com que um espírito aprisionado em Gumball acorde, fazendo-o ficar verde e agir como um maníaco. |                  | |                                                                                   |                                                                     |                    |                        |
| 42 | 6                | "A Banana" "The Banana"                                                                                       | Ben Bocquelet, Jon Foster, & James Lamont                                         | 11 de setembro de 2012 29 de abril de 2013                          | GB209              | 1.992                  |
| Gumball quer vingança quando João Banana devolve a caneta de Darwin mastigada e faz várias coisas para tramar justiça contra João Banana. Mas tanta confusão acaba fazendo Darwin mastigar uma caneta tinteiro que era uma relíquia da familia do João Banana. |                  | |                                                                                   |                                                                     |                    |                        |
| 43 | 7                | "O Telefone" "The Phone"                                                                                      | Ben Bocquelet, Chris Garbutt, & Mic Graves                                        | 18 de setembro de 2012 6 de maio de 2013                            | GB204              | 1.827                  |
| Darwin fica viciado no novo telefone de Gumball. Enquanto isso, Gumball tenta arranjar um jeito de afastar o telefone de Darwin. |                  | |                                                                                   |                                                                     |                    |                        |
| 44 | 8                | "O Trabalho (BR) O Emprego (PT)" "The Job"                                                                    | Ben Bocquelet, Jon Foster, James Lamont, & Mic Graves                             | 18 de setembro de 2012 13 de maio de 2013                           | GB206              | 1.827                  |
| Ricardo consegue um emprego como entregador de pizza, mas algumas coisas simplesmente não estão destinadas a acontecer e tudo fica sobrenatural. |                  | |                                                                                   |                                                                     |                    |                        |
| 45 | 9                | "Dia das Bruxas (BR) O Dia das Bruxas (PT)" (Especial de Halloween d'O Incrível Mundo de Gumball) "Halloween" | Ben Bocquelet, Jon Foster, & James Lamont                                         | 23 de outubro de 2012 31 de outubro de 2012 31 de outubro de 2013   | GB205              | 1.705                  |
| Carrie leva Gumball, Darwin e Anais para uma festa de fantasmas na casa do guarda do cemitério, então, Gumball e Darwin bebem uma poção para poderem ver os espíritos. Mais tarde, Gumball decide que quer beber ectoplasma, mas não pode porque é um mortal, então eles bebem mais da poção, viram fantasmas e saem zoando pela cidade enquanto Carrie tenta encontrá-los antes da meia-noite. |                  | |                                                                                   |                                                                     |                    |                        |
| 46 | 10               | "O Tesouro" "The Treasure"                                                                                    | Ben Bocquelet, Jon Foster, James Lamont, & Mic Graves                             | 25 de outubro de 2012 20 de maio de 2013                            | GB211              | 1.952                  |
| Anais descobre um segredo que ela tem certeza de que irá levá-la para um tesouro escondido da Família Watterson, ou quase. |                  | |                                                                                   |                                                                     |                    |                        |
| 47 | 11               | "O Pedido de Desculpas (BR) A Desculpa (PT)" "The Apology"                                                    | Ben Bocquelet, Jon Foster, & James Lamont                                         | 6 de novembro de 2012 26 de novembro de 2012 3 de junho de 2013     | GB215              | 2.124                  |
| Srtª.Símio vai ao extremo para tentar provar que Gumball e Darwin são crianças ruins. |                  | |                                                                                   |                                                                     |                    |                        |
| 48 | 12               | "As Palavras" "The Words"                                                                                     | Ben Bocquelet, Jon Foster, & James Lamont                                         | 12 de novembro de 2012 13 de novembro de 2012 27 de maio de 2013    | GB214              | 1.827                  |
| Darwin é educado demais para dizer o que pensa, por isso Gumball lhe ensina a ser direto através de uma épica batalha de insultos. |                  | |                                                                                   |                                                                     |                    |                        |
| 49 | 13               | "O Caveirão (BR) A Caveira (PT)" "The Skull"                                                                  | Ben Bocquelet, Jon Foster, James Lamont, & Mic Graves                             | 19 de novembro de 2012 20 de novembro de 2012 10 de junho de 2013   | GB212              | 1.864                  |
| Gumball e Darwin começam uma amizade com seu colega Clayton, que é um mentiroso compulsivo. |                  | |                                                                                   |                                                                     |                    |                        |
| 50 | 14               | "A Aposta" "The Bet"                                                                                          | Ben Bocquelet, Jon Foster, & James Lamont                                         | 27 de novembro de 2012 25 de abril de 2013 24 de junho de 2013      | GB216              | 1.618                  |
| Boberto perde uma aposta para Gumball e, portanto, tem que obedecer o seu comando por um dia. Mas tudo isso faz ele querer destruir Gumball. |                  | |                                                                                   |                                                                     |                    |                        |
| 51 | 15               | "O Natal (BR) Natal (PT)" (Especial de Natal d'O Incrível Mundo de Gumball) "Christmas"                       | Ben Bocquelet, Jon Foster, & James Lamont                                         | 3 de dezembro de 2012 4 de dezembro de 2012 2 de dezembro de 2013   | GB217              | 1.697                  |
| Papai Noel (BR)/Pai Natal (PT) está vindo para a cidade. Infelizmente, ele é atropelado pelos Wattersons, por isso cabe a eles para salvar o Natal. |                  | |                                                                                   |                                                                     |                    |                        |
| 52 | 16               | "O Relógio" "The Watch"                                                                                       | Ben Bocquelet, Jon Foster, & James Lamont                                         | 22 de janeiro de 2013 8 de abril de 2013 1 de julho de 2013         | GB219              | 1.749                  |
| Gumball e Darwin devem recuperar uma relíquia da familia de Marvin Finklehimer, um relogio valioso de maior herança familiar. |                  | |                                                                                   |                                                                     |                    |                        |
| 53 | 17               | "O Caipira (BR) O Saloio (PT)" "The Bumpkin"                                                                  | Ben Bocquelet, Jon Foster, James Lamont, & Mic Graves                             | 29 de janeiro de 2013 1 de abril de 2013 8 de julho de 2013         | GB222              | 1.840                  |
| Gumball fica com inveja da vida rural, então ele pede ajuda ao Batata (BR)/Idaho (PT) (que nasceu no interior) para ensinar a sua família para viver como um caipira. |                  | |                                                                                   |                                                                     |                    |                        |
| 54 | 18               | "Os Vacilões (BR) Os Baldas (PT)" "The Flakers"                                                               | Ben Bocquelet, Jon Foster, & James Lamont                                         | 5 de fevereiro de 2013 15 de abril de 2013 15 de julho de 2013      | GB218              | 1.647                  |
| Darwin abandona Gumball antes de uma briga, Gumball assim decide ensinar-lhe uma lição. |                  | |                                                                                   |                                                                     |                    |                        |
| 55 | 19               | "A Autoridade" "The Authority"                                                                                | Ben Bocquelet, Jon Brittain, Jon Foster, James Lamont, & Mic Graves               | 12 de fevereiro de 2013 22 de abril de 2013 22 de julho de 2013     | GB223              | 1.779                  |
| O comportamento de Vovó Jojo coloca a Família Watterson em perigo. |                  | |                                                                                   |                                                                     |                    |                        |
| 56 | 20               | "O Vírus" "The Virus"                                                                                         | Ben Bocquelet, Jon Foster, & James Lamont                                         | 5 de junho de 2013 29 de abril de 2013 29 de julho de 2013          | GB224              | 2.570                  |
| Gumball, Darwin e Teri devem combater um virus maligno que quer contamina-los. |                  | |                                                                                   |                                                                     |                    |                        |
| 57 | 21               | "O Pônei (BR) O Pónei (PT)" "The Pony"                                                                        | Ben Bocquelet, Jon Brittain, Mic Graves, Jon Foster, & James Lamont               | 12 de junho de 2013 27 de maio de 2013 5 de agosto de 2013          | GB225              | 1.951                  |
| Gumball e Darwin compram um filme para assistir com Anais, mas encontram varias distrações no caminho de casa. |                  | |                                                                                   |                                                                     |                    |                        |
| 58 | 22               | "O Herói" "The Hero"                                                                                          | Ben Bocquelet, Jon Foster, James Lamont, & Mic Graves                             | 19 de junho de 2013 9 de setembro de 2013 2 de setembro de 2013     | GB210              | 1.369                  |
| Gumball fere os sentimentos de Ricardo, e agora, Darwin tem que ajudar seu pai a ter seu posto de herói relembrado. |                  | |                                                                                   |                                                                     |                    |                        |
| 59 | 23               | "O Sonho" "The Dream"                                                                                         | Ben Bocquelet, Jon Brittain, Tom Crowley, Jon Foster, James Lamont, & Tobi Wilson | 26 de junho de 2013 13 de maio de 2013 19 de agosto de 2013         | GB226              | 1.587                  |
| Darwin beija Penny em um dos sonhos de Gumball fazendo com que ele fique louco com isso. |                  | |                                                                                   |                                                                     |                    |                        |
| 60 | 24               | "O Ajudante" "The Sidekick"                                                                                   | Ben Bocquelet, Jon Brittain, Tom Crowley, Jon Foster, James Lamont, & Tobi Wilson | 3 de julho de 2013 20 de maio de 2013 26 de agosto de 2013          | GB229              | 1.757                  |
| Gumball e Darwin tentam encontrar o jogo perdido de Tobias, mas Darwin começa a sentir que ele é apenas um ajudante de Gumball. |                  | |                                                                                   |                                                                     |                    |                        |
| 61 | 25               | "A Foto (BR) A Fotografia (PT)" "The Photo"                                                                   | Ben Bocquelet, Jon Brittain, Tom Crowley, Jon Foster, James Lamont, & Tobi Wilson | 17 de julho de 2013 16 de setembro de 2013 8 de novembro de 2013    | GB228              | 1.195                  |
| Gumball quer parecer bonito na foto da Escola, mas muitos imprevistos acontecem. |                  | |                                                                                   |                                                                     |                    |                        |
| 62 | 26               | "A Tornozeleira (BR) A Pulseira (PT)" "The Tag"                                                               | Ben Bocquelet, Jon Brittain, Tom Crowley, Jon Foster, James Lamont, & Tobi Wilson | 24 de julho de 2013 23 de setembro de 2013 6 de janeiro de 2014     | GB230              | 1.421                  |
| Ricardo e Sr. Robinson são pegos no meio de uma briga de lixo na calçada, então Gumball e Darwin devem impedi-los de começarem outra briga, antes que sejam levados para a policia. |                  | |                                                                                   |                                                                     |                    |                        |
| 63 | 27               | "A Tempestade" "The Storm"                                                                                    | Ben Bocquelet, Jon Brittain, Jon Foster, & James Lamont                           | 31 de julho de 2013 27 de maio de 2013 12 de agosto de 2013         | GB221              | 1.566                  |
| Gumball comeca a piorar a relação de Alan e Carmen, e somente Gumball deverá reuni-los de novo. |                  | |                                                                                   |                                                                     |                    |                        |
| 64 | 28               | "A Lição" "The Lesson"                                                                                        | Ben Bocquelet, Jon Brittain, Tom Crowley, Jon Foster, James Lamont, & Tobi Wilson | 7 de agosto de 2013 30 de setembro de 2013 7 de janeiro de 2014     | GB227              | 1.423                  |
| Gumball e Darwin são pegos colando na prova de matemática e vão pra detenção. Agora, eles precisam escapar de lá. |                  | |                                                                                   |                                                                     |                    |                        |
| 65 | 29               | "O Jogo" "The Game"                                                                                           | Ben Bocquelet, Jon Brittain, Tom Crowley, Jon Foster, James Lamont, & Tobi Wilson | 21 de agosto de 2013 7 de outubro de 2013 8 de janeiro de 2014      | GB231              | 1.569                  |
| Quando os Wattersons decidem jogar "Desvie ou Enfrente", um jogo de Gumball e Darwin até o fim, o caos se espalha durante todo o jogo. |                  | |                                                                                   |                                                                     |                    |                        |
| 66 | 30               | "O Limite" "The Limit"                                                                                        | Ben Bocquelet, Jon Foster, Chris Garbutt, & James Lamont                          | 28 de agosto de 2013 14 de outubro de 2013 9 de janeiro de 2014     | GB213              | 1.410                  |
| Nicole se transforma em um monstro furioso no supermercado depois de ter se irritado várias vezes com sua família. |                  | |                                                                                   |                                                                     |                    |                        |
| 67 | 31               | "A Voz" "The Voice"                                                                                           | Ben Bocquelet, Jon Brittain, Tom Crowley, Jon Foster, James Lamont, & Tobi Wilson | 10 de setembro de 2013 29 de outubro de 2013 10 de janeiro de 2014  | GB224              | 1.957                  |
| Quando Gumball e Darwin recebem um e-mail assustador, todos são suspeitos ... incluindo eles mesmos. |                  | |                                                                                   |                                                                     |                    |                        |
| 68 | 32               | "A Promessa" "The Promise"                                                                                    | Ben Bocquelet, Jon Brittain, Tom Crowley, Jon Foster, James Lamont, & Tobi Wilson | 17 de setembro de 2013 21 de outubro de 2013 12 de janeiro de 2014  | GB232              | 1.464                  |
| Darwin faz duas promessas no mesmo dia e fica em dúvida no que fazer: Jogar o novo Zelmore com Gumball ou ajudar João Banana a gravar um vídeo. |                  | |                                                                                   |                                                                     |                    |                        |
| 69 | 33               | "O Castelo" "The Castle"                                                                                      | Ben Bocquelet, Jon Brittain, Tom Crowley, Jon Foster, James Lamont, & Tobi Wilson | 1 de outubro de 2013 10 de fevereiro de 2014 6 de janeiro de 2014   | GB235              | 1.653                  |
| Quando Nicole não esta em casa, Ricardo atrai hospedes para fazerem uma festa, mas toda a festa faz os visitantes expulsarem Gumball, Darwin, Ricardo e Anais de sua propria casa, e somente eles devem impedi-los. |                  | |                                                                                   |                                                                     |                    |                        |
| 70 | 34               | "O Som (BR) O Rádio-Cassete (PT)" "The Boombox"                                                               | Ben Bocquelet, Jon Brittain, Tom Crowley, Jon Foster, James Lamont, & Tobi Wilson | 8 de outubro de 2013 3 de fevereiro de 2014 6 de janeiro de 2014    | GB234              | 1.461                  |
| Gumball e Darwin tentam entender uma mensagem urgente de Juke. |                  | |                                                                                   |                                                                     |                    |                        |
| 71 | 35               | "A Fita (BR) O Filme (PT)" "The Tape"                                                                         | Ben Bocquelet, Jon Foster, & James Lamont                                         | 15 de outubro de 2013 18 de fevereiro de 2014 13 de janeiro de 2014 | GB238              | 1.441                  |
| Gumball e Darwin não conseguem fazer clássicos instantâneos de filmes em casa, então eles decidem fazer um video mostrando a vida cotidiana da família Watterson, brincadeiras, comerciais engraçados e principalmente, os amigos da escola. |                  | |                                                                                   |                                                                     |                    |                        |
| 72 | 36               | "Os Casacos (BR) As Camisolas (PT)" "The Sweaters"                                                            | Ben Bocquelet, Jon Foster, & James Lamont                                         | 5 de novembro de 2013 1 de março de 2014 13 de janeiro de 2014      | GB237              | 1.580                  |
| A reputação de Gumball e Darwin é desafiada por dois estudantes humanos de uma escola vizinha. |                  | |                                                                                   |                                                                     |                    |                        |
| 73 | 37               | "A Internet" "The Internet"                                                                                   | Yann Benedi, Ben Bocquelet, Guillaume Cassuto, & Antoine Perez                    | 12 de novembro de 2013 7 de abril de 2014 20 de janeiro de 2014     | GB239              | 1.504                  |
| Gumball é forçado a enfrentar a Internet de uma forma constrangedora. |                  | |                                                                                   |                                                                     |                    |                        |
| 74 | 38               | "O Plano" "The Plan"                                                                                          | Ben Bocquelet, Jon Foster, James Lamont, & Tobi Wilson                            | 19 de novembro de 2013 14 de abril de 2014 20 de janeiro de 2014    | GB240              | 1.533                  |
| Pensando que sua mãe está sendo cortejada por um homem chamado "Daniel Leonardo", as crianças Wattersons planejam um plano para salvá-la. |                  | |                                                                                   |                                                                     |                    |                        |
| 75 | 39               | "O Mundo" "The World"                                                                                         | Ben Bocquelet, Jon Brittain, Tom Crowley, Jon Foster, James Lamont, & Tobi Wilson | 26 de novembro de 2013 1 de julho de 2014 27 de janeiro de 2014     | GB236              | 1.878                  |
| As vidas dos objetos "inanimados" de Elmore são mostrados em uma série de enquetes curtas. |                  | |                                                                                   |                                                                     |                    |                        |
| 76 | 40               | "O Final" "The Finale"                                                                                        | Ben Bocquelet, Jon Brittain, Tom Crowley, Jon Foster, James Lamont, & Tobi Wilson | 3 de dezembro de 2013 27 de maio de 2014 27 de janeiro de 2014      | GB233              | 1.628                  |
| Os Wattersons são surpreendidos ao descobrir que suas ações passadas têm consequências. |                  | |                                                                                   |                                                                     |                    |                        |